# Starodub w Pełkiniach
Starodub w Pełkiniach este o arie protejată (sit de importanță comunitară — SCI) din Polonia întinsă pe o suprafață de 574,82 ha, integral pe uscat.

## Localizare
Centrul sitului Starodub w Pełkiniach este situat la coordonatele 50°04′36″N 22°34′35″E / 50.0768°N 22.5763°E.

## Înființare
Situl Starodub w Pełkiniach a fost declarat sit de importanță comunitară în octombrie 2009 pentru a proteja 1 specie de plante.

## Biodiversitate
Situată în ecoregiunea continentală, aria protejată conține 2 habitate naturale: Pajiști cu Molinia pe soluri calcaroase, turboase sau argilos-nămoloase (Molinion caeruleae), Fânețe de joasă altitudine (Alopecurus pratensis, Sanguisorba officinalis).
La baza desemnării sitului se află o specie protejată de  plante: Angelica palustris
Pe lângă speciile protejate, pe teritoriul sitului au mai fost identificate 6 specii de plante.